# Canadian Albums Chart
Canadian Albums Chart és la llista oficial de vendes d'àlbums al Canadà. L'elabora cada dimecres Nielsen SoundScan, i es publica cada dijous a Jam! Canoe, juntament amb la llista germana Canadian Singles Chart i la Canadian BDS Airplay Chart. És considerada la llista més important del Canadà.
La llista consta de 200 posicions, de les que Jam! únicament en publica les 100 primeres.